# Gat marsupial occidental
El gat marsupial occidental (Dasyurus geoffroii) és un dasiüromorf australià vulnerable, l'àmbit de distribució del qual està actualment limitat al sud-est d'Austràlia Occidental.
És un gat marsupial de mida mitjana, amb un pelatge marró vermellós a les parts superiors, amb taques blanques i un blanc cremós a les parts inferiors. Té cinc dits a les potes posteriors i coixinets granulars.